# لوثر الثاني ملك إيطاليا
لوثر الثاني (926/928 - 22 نوفمبر 950)، وغالبًا ما سمي لوثر من آرل، وكان ملك إيطاليا من 948 إلى وفاته. كان من نسب فرنجي نبيل من العائلة البوسوية منحدرًا من بوسو الأكبر. كان والده وسلفه هيو من بروفنس وكانت والدته أميرة ألمانية تدعى ألدا (أو هيلدا).